# St. Anna (Schwabelsberg)

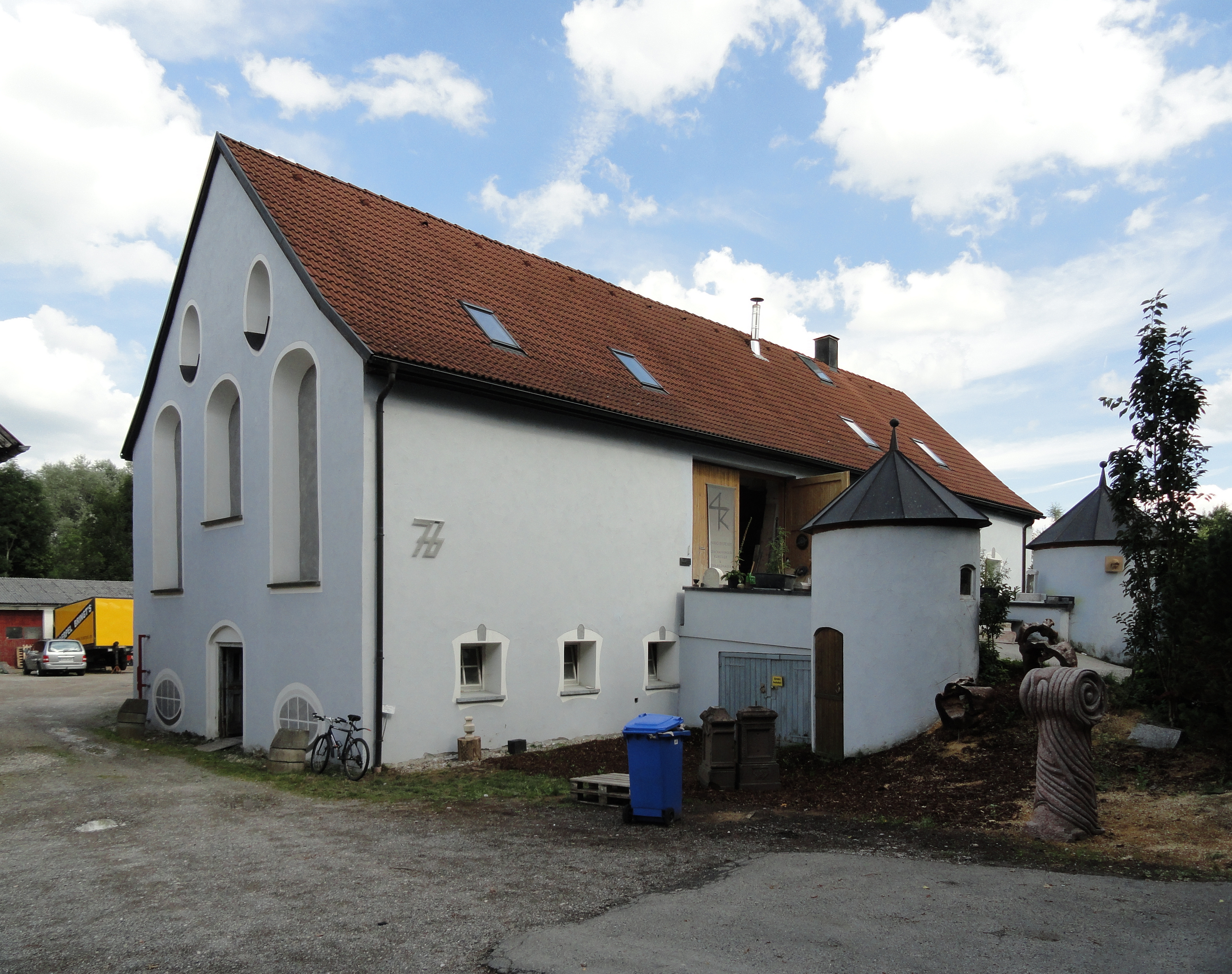
Profanierte Kirche St. Anna in Schwabelsberg

St. Anna ist eine profanierte Kirche in Schwabelsberg, einem Gemeindeteil von Kempten. Das am Schwabelsberger Weiher stehende Gebäude wurde in den 1950ern zu Wirtschaftsgebäuden und Wohnhäusern umgebaut. Es steht unter Denkmalschutz.

## Geschichte
Die Geschichte der Kirche ist stark mit der von Schwabelsberg verbunden. 1518 wurde das Schloss Schwabelsberg, eine Burg des 14. oder 15. Jahrhunderts, vom Fürstabt Rudolf von Raitnau erworben. Im Jahr 1537 wurde es für eine kurze Zeit Sitz der Franziskanerinnen des St.-Anna-Klosters. Um 1658 wurde das Schloss unter Fürstabt Roman Giel von Gielsberg durch Johann Serro zu einem Kloster umgebaut: Der Chor wurde umgewölbt und ein neuer Turm für die Kirche erbaut.
Das frühere Aussehen schildert eine Porträtdarstellung von Gielsberg im Fürstensaal der Fürstäbtlichen Residenz. Es zeigt eine Kirche zu fünf Fensterachsen mit einem Chorturm unter Zwiebelhaube. Nach der Zerstörung der Klosteranlage in Kempten im Jahr 1632 während des Dreißigjährigen Kriegs, war das Kloster in Schwabelsberg bis 1674 Sitz des stiftkemptischen Konvents. Der Konvent zog dann in die weitestgehend fertige und neu erbaute Residenz auf dem alten Klosterbezirk ein. Unter Fürstabt Engelbert von Syrgenstein wurde die baufällige Kapelle St. Anna neu erbaut.

## Beschreibung
Nach dem Abbruch des Klosters ist nur noch das südlich ausgerichtete Kirchenschiff an der Straße nach Heiligkreuz erhalten geblieben. 1956 wurde das Schiff zu Wirtschafts- und zweistöckigen Wohngebäuden umgebaut. Die Gliederung der Nordfassade entspricht ungefähr der Franziskanerklosterkirche St. Magnus in Lenzfried: Ein rundbogiger Eingang zwischen Rundfenstern, Dreiergruppe von Rundbogenblenden unter den zwei Kreisfenstern des Giebels. An den Längsseiten waren vier hohe Rundbogenfensterachsen eingerichtet. In der mittleren Fensterachse in der Südseite ist ein leicht versetztes Wandstück zu erkennen, welches als möglicher Ansatz eines Kirchturmes gedeutet wird.
In der Zwischenwand gegen das Wohnhaus am Südende ist ein rundbogiger Durchgang vermauert, im Obergeschoss ein später unterteilter Großraum. Ein gedrücktes Klostergewölbe mit zwei zu drei großen und kleinen Stichkappen können eine Empore andeuten. Im Scheitel befindet sich in einem rechteckigen Rahmenstuckfeld ein Fresko mit Gottvater und Putten. Entgegen der bisherigen Datierung "um 1750/60" stammt das Fresko aus den 1660er-Jahren und wurde wohl vom Konstanzer Maler Andreas Asper geschaffen, der zeitgleich in der Stiftskirche St. Lorenz in Kempten tätig war.
Das ehemalige Kirchenschiff steht unter Denkmalschutz (Aktennummer D-7-63-000-277).